# Attendorf
Attendorf este o comună cu suprafața 15,66 km², o poulație de 1.795 loc. (în 2009) situat la altitudinea de 354 m, în districtul Graz-Umgebung, landul Steiermark, Austria.

## Date geografice
Attendorf este ampasat pe cursul lui Lusenbach, un afluent a lui Kainach, la  ca. 10 km sud-vest de capitala landului Steiermark, orașul Graz. De comună aparțin localitățile Attendorfberg, Mantscha, Södingberg, Schadendorfberg și Stein.

## Istoric
Comuna este o localitate de sine stătătătoare deja în anul 1850, prin anexarea Austriei (Anschluss) în anul 1938, comuna va aparține de Reichsgau Steiermark, iar între anii 1945 - 1955, aparține de zona de ocupație engleză din Austria.
În anul 2005 primarul comunei este Josef Aichinger, conducerea  după alegerile din land în 2005 avea structura pe partide:
| ÖVP              | 7 loc. |
| SPÖ              | 3 loc. |
| Attendorf (2000) | 3 loc. |
| Grüne            | 1 loc. |

## Localități vecine
| Hitzendorf | Hitzendorf          | Thal       |
| Söding     |                     | Graz       |
| Lieboch    | Haselsdorf-Tobelbad | Seiersberg |